# Marco Tamberi
Marco Tamberi (Ancona, 30 luglio 1957) è un ex altista italiano, due volte primatista nazionale indoor con la misura di 2,26 m stabilita il 3 marzo 1980 ai Campionati europei indoor di Sindelfingen 1980 e successivamente con 2,28 m stabilito a Genova il 2 febbraio 1983.

## Biografia
Finalista alle Olimpiadi di Mosca 1980 ove si era qualificato saltando 2,21 m, misura che in finale fallì dovendosi accontentare del 15º posto con 2,15 m, la carriera di Tamberi si è interrotta prematuramente a soli 27 anni, nel 1984, a causa di un incidente stradale nel quale fu investito da un camion che gli tranciò il tendine d'Achille.
Oggi Tamberi fa l'editore e segue le gesta dei figli, entrambi atleti: il maggiore, Gianluca (classe 1990), pratica il lancio del giavellotto già  primatista italiano juniores nel 2009 e 4º agli Europei (ma ora è interessato al mondo dello spettacolo); il minore, Gianmarco (classe 1992), pratica il salto in alto ed è primatista italiano con m. 2,39 (2016), campione del mondo indoor con m. 2,36 (2016), oro olimpico(a pari merito) nell'edizione delle olimpiadi di Tokyo 2020 e oro mondiale con 2,36 (2023) ai campionati del mondo di atletica leggera 2023

## Palmarès
- 5º ai Campionati europei indoor di Sindelfingen 1980
- (1980 indoor)